# Обантон
Обантон (фр. Aubenton) — коммуна на севере Франции, регион О-де-Франс, департамент Эна, округ Вервен, кантон Ирсон. Расположена в 70 км к востоку от Сен-Кантена и в 40 км к северо-западу от Шарлевиль-Мезьера, неподалёку от места слияния рек Об и Тон.
Население (2018) — 659 человек.

## Достопримечательности
- Церковь Нотр-Дам
- Музей Жана Мермо, авиатора, уроженца города

## Население
| 1962 | 1968 | 1975 | 1982 | 1990 | 1999 | 2018 |
| ---- | ---- | ---- | ---- | ---- | ---- | ---- |
| 1102 | 1078 | 1002 | 969  | 826  | 713  | 659  |

## Экономика
Уровень безработицы (2017) — 18,0 % (Франция в целом — 13,4 %, департамент Эна — 17,8 %). 

Среднегодовой доход на 1 человека, евро (2018) — 16 870 (Франция в целом — 21 730, департамент Эна — 19 690).
В 2010 году среди 407 человек трудоспособного возраста (15—64 лет) 276 были экономически активными, 131 — неактивными (показатель активности — 67,8 %, в 1999 году было 60,5 %). Из 276 активных жителей работали 235 человек (137 мужчин и 98 женщин), безработных было 41 (21 мужчина и 20 женщин). Среди 131 неактивных 28 человек были учениками или студентами, 42 — пенсионерами, 61 были неактивными по другим причинам.

## Ссылки

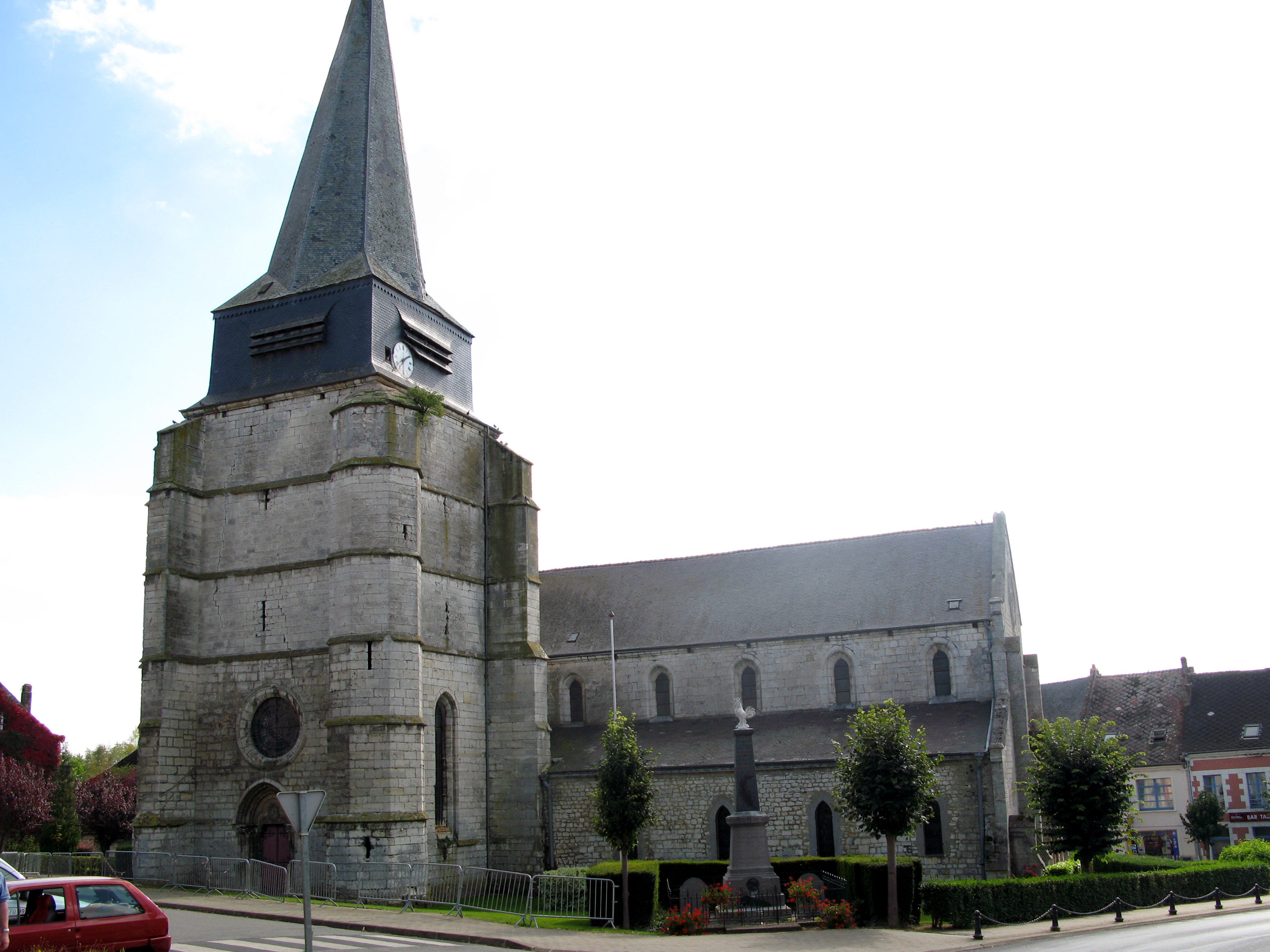
Церковь Нотр-Дам